# SV Adler Niederfischbach
Der SV Adler 09 Niederfischbach e. V. ist ein im Jahr 1909 gegründeter, deutscher Fußballverein, mit Sitz in der Ortsgemeinde Niederfischbach innerhalb der rheinland-pfälzischen Verbandsgemeinde Kirchen (Sieg) im Landkreis Altenkirchen (Westerwald).

## Geschichte

### Nachkriegszeit und Rückkehr in die Amateurliga
Die erste Mannschaft schaffte zur Saison 1950/51 den Aufstieg in die zu dieser Zeit noch zweitklassige Landesliga Rheinland, musste mit 24:36 über den 15. Platz der Staffel Nord, nach bereits einer Spielzeit jedoch wieder absteigen.
Zur Saison 1955/56 kehrte die Mannschaft in die nun drittklassige eingleisige Amateurliga Rheinland zurück. Mit 26:30 Punkten gelang diesmal über den zwölften Platz der Klassenerhalt. Ab der nächsten Saison wurde die Liga dann schließlich zweigleisig, wobei die Adler in die Staffel Ost eingeordnet wurden. Hier gelang dann auch über eine lange Zeit der Klassenerhalt. Im Jahr 1958 erreichte man sogar das Finale des Rheinlandpokal, verlor dort jedoch mit 3:1 gegen die Sportfreunde Herdorf in Betzdorf. Erst nachdem die Liga nach der Saison 1962/63 wieder eingleisig wurde, musste die Mannschaft die Klasse mit 17:31 Punkten über den elften Platz wieder verlassen und in die 2. Amateurliga absteigen.

### Heutige Zeit
In der Saison 2002/03 spielte der Verein in der Bezirksliga Rheinland, musste dann nach der Strukturreform mit 23 Punkten über den 13. Platz in die Kreisliga A Westerwald/Sieg absteigen. Mit 35 Punkten landete man hier dann am Ende der nächsten Saison auf dem achten Platz. Mit 60 Punkten gelang dann hier nach der Saison 2010/11 schließlich der erste Platz. Diesen musste man sich jedoch mit der SG Westerburg teilen, wodurch es ein Entscheidungsspiel um den Aufstieg gab, dieses wurde dann dort auch mit 3:1 verloren, womit die Mannschaft nicht aufsteigen durfte. Bis heute spielte die Mannschaft auch noch in der Kreisliga A.